# Campeonato Gaúcho de Futebol de 1929
O Campeonato Gaúcho de Futebol de 1929, foi a nona edição da competição no Estado do Rio Grande do Sul. Os campeões das regiões foram reunidos em Porto Alegre para em jogos elimintórios definir o título. O Cruzeiro-RS foi o campeão.

## Participantes
| Equipe       | Cidade        | Classificação                   | Participação |
| ------------ | ------------- | ------------------------------- | ------------ |
| Cruzeiro     | Porto Alegre* | Campeão da Região Metropolitana | 1ª           |
| Ferro Carril | Uruguaiana    | Campeão da Região Fronteira     | 1ª           |
| Guarany      | Bagé          | Campeão da Região Sul           | 5ª           |
| Juventude    | Caxias do Sul |                                 | 5ª           |
| Riograndense | Santa Maria   | Campeão da Região Serra         | 7ª           |

* O Cruzeiro joga atualmente em Cachoeirinha.

## Tabela

### Semifinais
| 12 de outubro de 1929 | Cruzeiro-RS               | 2 – 0 | Riograndense |  |
|                       | Gol marcado · Gol marcado |       |              |  |

|  |

| 13 de outubro de 1929 | Guarany de Bagé            | 3 – 0     | Ferro Carril | Estádio Chácara das Camélias, Porto Alegre |
|                       | Costa 5' 14' · Nicanor 77' | Relatório |              | Árbitro: Barão                             |

| - Guarany de Bagé: Julio; Avancini e Antônio; Octacilio, Teixeira e Fidelcino; Marreco, Ballejo, Nicanor, Costa e Ventura. - Ferro Carril: Doca; Berriel e Felippe; Nutrion, Maldine e Aldemar; Fazzini, Negrucho, Beto, Miguel e Angelo. |

### Final
| 15 de outubro de 1929 | Cruzeiro-RS | 1 – 0 | Guarany de Bagé | Chácara das Camélias, Porto Alegre (RS) |
|                       | Nestor (P)  |       |                 |                                         |

|  | Cruzeiro | Guarany de Bagé |

| CRUZEIRO:  |  |          |  |
|            |  |          |  |
| G          |  | Chico    |  |
| Z          |  | Espir    |  |
| Z          |  | Hugo     |  |
| M          |  | Totte    |  |
| M          |  | Emílio   |  |
| M          |  | Salatino |  |
| A          |  | Ferreira |  |
| A          |  | Torres   |  |
| A          |  | Nestor   |  |
| A          |  | Germano  |  |
| A          |  | Campão   |  |
| Treinador: |  |          |  |
|            |  |          |  |

| GUARANY DE BAGÉ: |  |  |  |
|                  |  |  |  |
|                  |  |  |  |
| G                |  |  |  |
| Z                |  |  |  |
| Z                |  |  |  |
| M                |  |  |  |
| M                |  |  |  |
| M                |  |  |  |
| A                |  |  |  |
| A                |  |  |  |
| A                |  |  |  |
| A                |  |  |  |
| A                |  |  |  |
| Treinador:       |  |  |  |
|                  |  |  |  |

| Gauchão 1929                 |
| ---------------------------- |
| Cruzeiro Campeão (1º título) |